# Clayton Nemrow
Clayton Nemrow, né le 15 décembre 1965 à Boston (Massachusetts), est un acteur américain d'origine allemande.
En France, il est connu pour son rôle de Laurent van der Lohe dans la série télévisée allemande Le Destin de Lisa.
En 2010, il fait une apparition dans le film The Ghost Writer.

## Filmographie

### Cinéma
- 2004 : Beyond the Sea : un guitariste
- 2006 : Die letzten Tage : David
- 2007 : Family : Clay
- 2008 : Speed Racer : l'annonceur de la course
- 2008 : L'invention de la saucisse au curry : Engländer
- 2008 : Revision - Apocalypse II : Charlie
- 2009 : Guides : Nick
- 2009 : Shoot the Duke : l'anesthésiste Jim
- 2009 : Lucky Fritz : Iceman
- 2009 : Mr. Nobody (scènes supprimés)
- 2010 : The Ghost Writer : Un journaliste
- 2010 : Headhunter: The Assessment Weekend

### Télévision
- 1999 : Apocalypse.com (TV)
- 2002-2005 : Küstenwache (série TV) : William Burn / Taucher Mr. Dexter
- 2002 : Joe and Max (TV) : Edward
- 2003 : Baltic Storm : Sergent Werntz
- 2004 : Sabine!! (série TV) : John Foster
- 2004 : Cellule Hambourg (TV) : Pan Am Instructor
- 2005 : Révélations (série TV) : le reporter dans la prison
- 2005-2006 : Le Destin de Lisa (série TV) : Laurent van der Lohe
- 2006 : Sherm! (série TV)
- 2007 : Charly la malice (série TV) : Tom Stevens
- 2007 : GSG 9 - Die Elite Einheit (série TV) : Bill Chase
- 2007 : I'd Like to Die a Thousand Times : Blake
- 2007 : The Other Possibility : Hudson
- 2008 : Maman retravaille (TV) : David

### Jeux vidéo
- 2003 : Grom: Terror in Tibet : Grom
- 2003 : AquaNox 2: Revelation : Voix supplémentaires